# منطقة وصاية بوربالينغا
منطقة وصاية بوربالينغا (بالإندونيسية: Kabupaten Purbalingga)‏ هي منطقة وصاية تقع في الجزء الجنوبي الغربي من مقاطعة جاوة الوسطى بإندونيسيا. بلغ عدد سكانها 859,364 نسمة في 2014، تبلغ مساحتها 677.55 كيلومتر مربع. العاصمة الإدارية هي مدينة بوربالينغا.